# Beruri
Beruri is een gemeente in de Braziliaanse deelstaat Amazonas. De gemeente telt 14.705 inwoners (schatting 2009).
De gemeente grenst aan Anamã, Anori, Caapiranga en Tapauá.